# Francisco de Mora
Francisco de Mora (Cuenca, h. 1553-Madrid, 1610) fue un arquitecto renacentista español, tío del también arquitecto Juan Gómez de Mora y del humanista Baltasar Porreño. Está considerado como uno de los máximos representantes de la arquitectura herreriana, estilo que se desarrolló en el último tercio del siglo XVI, si bien su obra también anticipa las corrientes barrocas imperantes en el siglo XVII.
Es autor del Convento de San José (Ávila) y del Palacio ducal de Lerma (Lerma, Burgos), cuyos trazados tuvieron una gran influencia en la arquitectura religiosa y civil posterior, respectivamente.

## Carrera arquitectónica

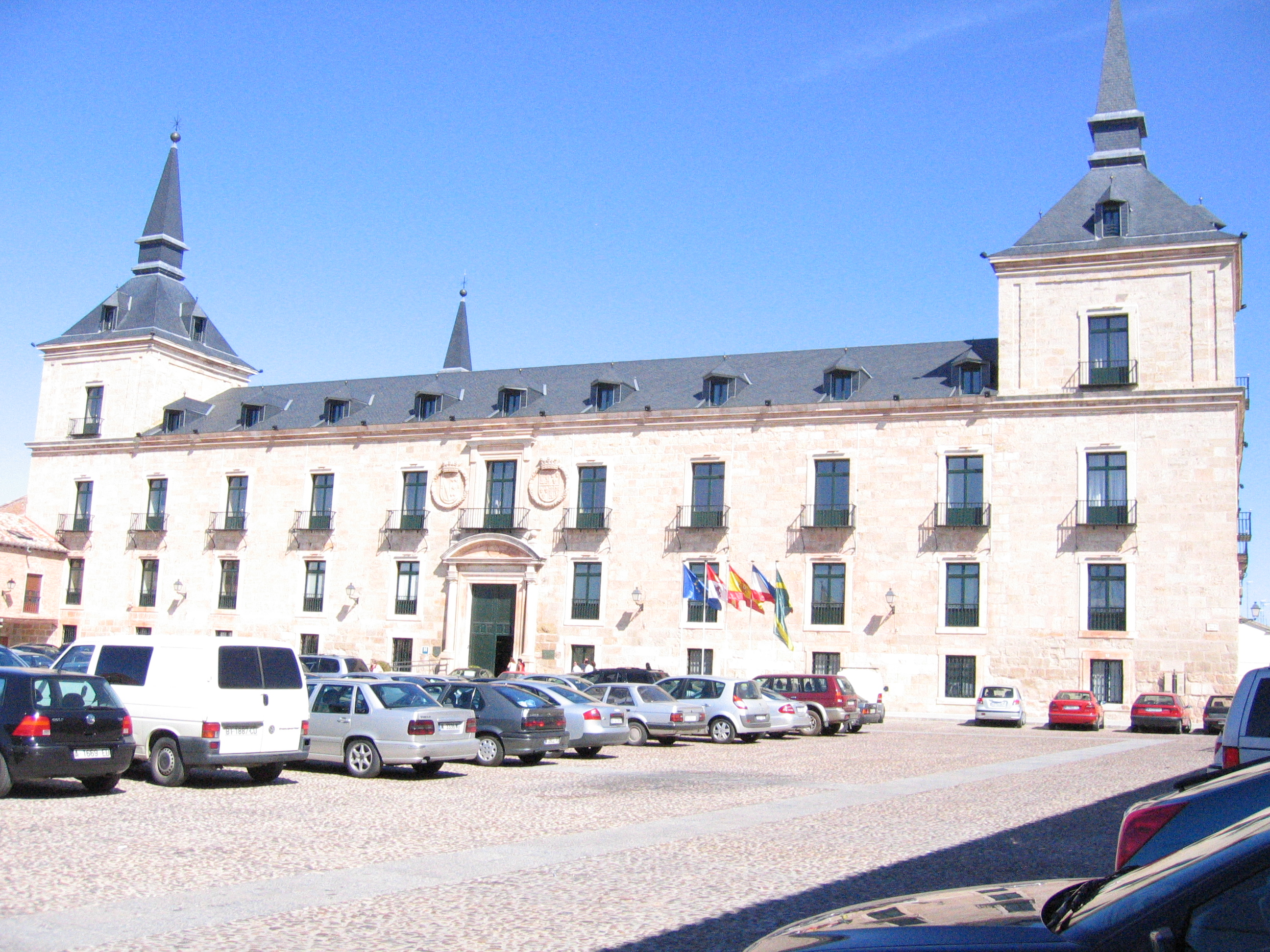
Palacio ducal de Lerma, en el municipio burgalés del mismo nombre, obra maestra de Francisco de Mora.

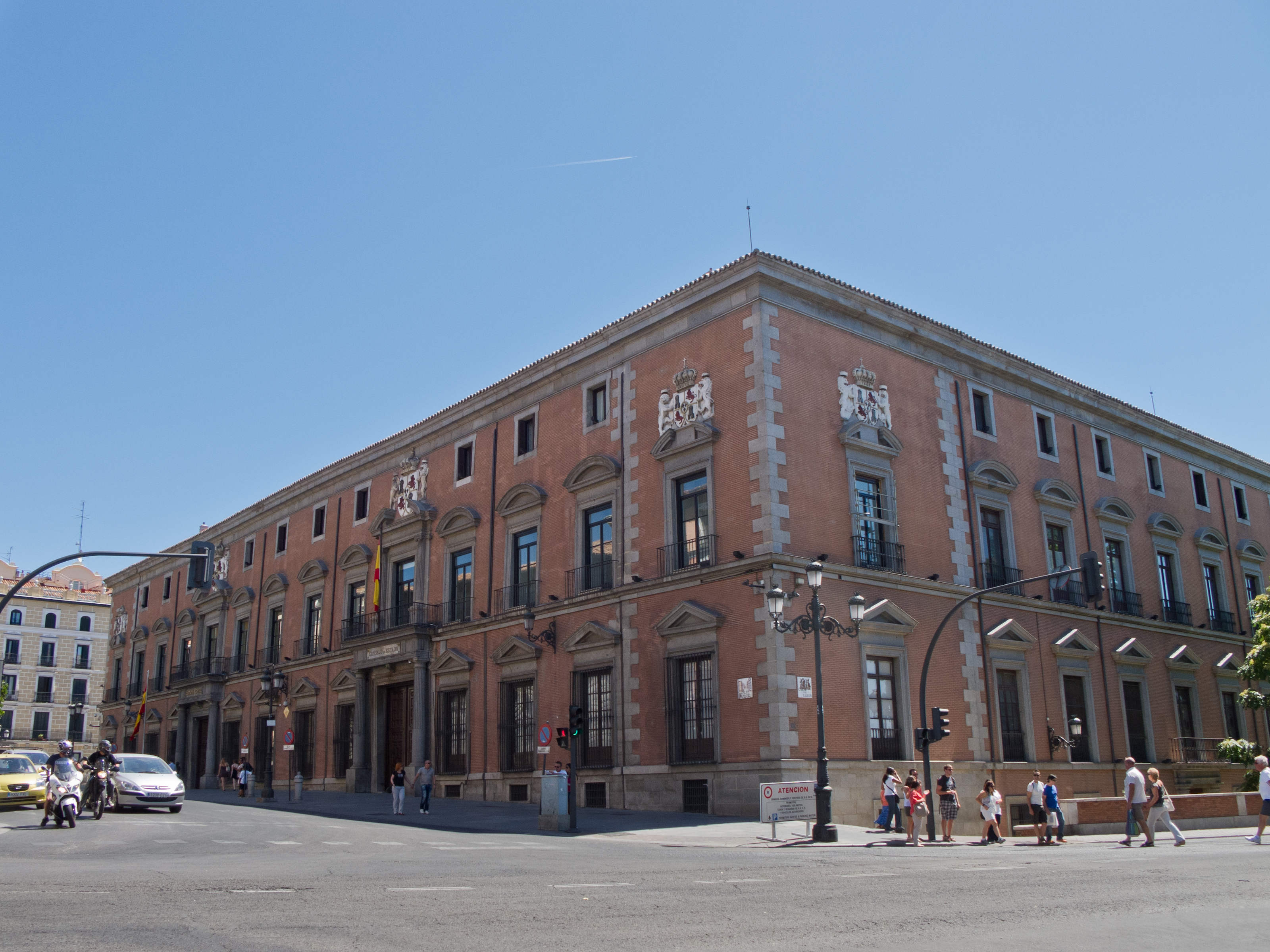
Palacio de los Consejos o del duque de Uceda, en Madrid, atribuido a Francisco de Mora.

Francisco de Mora se formó junto a Juan de Herrera, trabajando con él en la reconstrucción del Alcázar de Segovia y en el Monasterio de San Lorenzo de El Escorial. Tras la muerte del maestro en 1597, continuó con las obras de este último edificio. En concreto, a él se deben la galería de Convalecientes y las casas para el séquito real.
Desarrolló la mayor parte de su carrera en Madrid, donde se responsabilizó de la primera ordenación urbanística de la Plaza del Arrabal (actual Plaza Mayor), que tuvo lugar en 1580. Actuó sobre las caras norte y este del recinto, con el derribo de las llamadas Casas de la Manzana, y diseñó la Casa de la Panadería (1590-1599), aunque su construcción corrió a cargo de Diego Sillero y, finalmente, de Juan Gómez de Mora.
En 1591 fue nombrado Maestro Mayor de las obras reales y, al año siguiente, Maestro Mayor de obras de la Villa de Madrid, puestos que ocuparía hasta su muerte. En el desempeño de estos cargos, procedió a la remodelación de la fachada meridional del Real Alcázar de Madrid y levantó la Iglesia de San Bernabé (1594-1595), en El Escorial (Madrid).
En Madrid construyó el Convento de Santa Isabel (1596), a partir de un primitivo edificio perteneciente a Antonio Pérez, y trazó los planos de la capilla del desaparecido Convento de Nuestra Señora de Atocha (1598), reedificado en el siglo XX como Real Basílica. Hacia 1600 intervino en el Convento de San Felipe el Real, procediendo a su restauración.
Fuera de la capital, realizó la iglesia del Monasterio de Uclés (Uclés, Cuenca), terminándola en 1598.
Pero, sin duda, su obra maestra fue la construcción de la Villa ducal de Lerma (Burgos). El duque de Lerma le encargó el proyecto de la ciudad, en la que levantó su palacio, empezado en 1601 y concluido en 1617, siete años después de su muerte. También se responsabilizó de diferentes edificios religiosos, todo ello dentro de un estilo dominado por el orden y el equilibrio geométrico característicos de la arquitectura herreriana.
Entre sus últimas obras, figuran la iglesia del Convento de San José, en Ávila, iniciada en 1607; la fachada principal del Hospital de Santiago de Cuenca, cuyo trazado firmó en 1608; y el nuevo edificio del Convento de las Descalzas Reales, en Valladolid.
En numerosos proyectos, trabajó en estrecha colaboración con su sobrino, Juan Gómez de Mora, de tal modo que en ocasiones no es fácil determinar el grado de intervención de uno y otro. Es el caso del Palacio de los Consejos o del duque de Uceda, en Madrid (diseñado en 1609), cuya autoría es atribuida bien al tío, bien al sobrino, aunque otros investigadores sugieren que es obra de Alonso de Trujillo; y de los ya mencionados Convento de Nuestra Señora de Atocha y Casa de la Panadería, entre otros edificios, todos ellos terminados por su sobrino.

### Otras obras
- Convento de Velada (Toledo), de la orden franciscana.
- Convento de San Diego, enclavado en el Palacio Real de Valladolid.

## Estilo

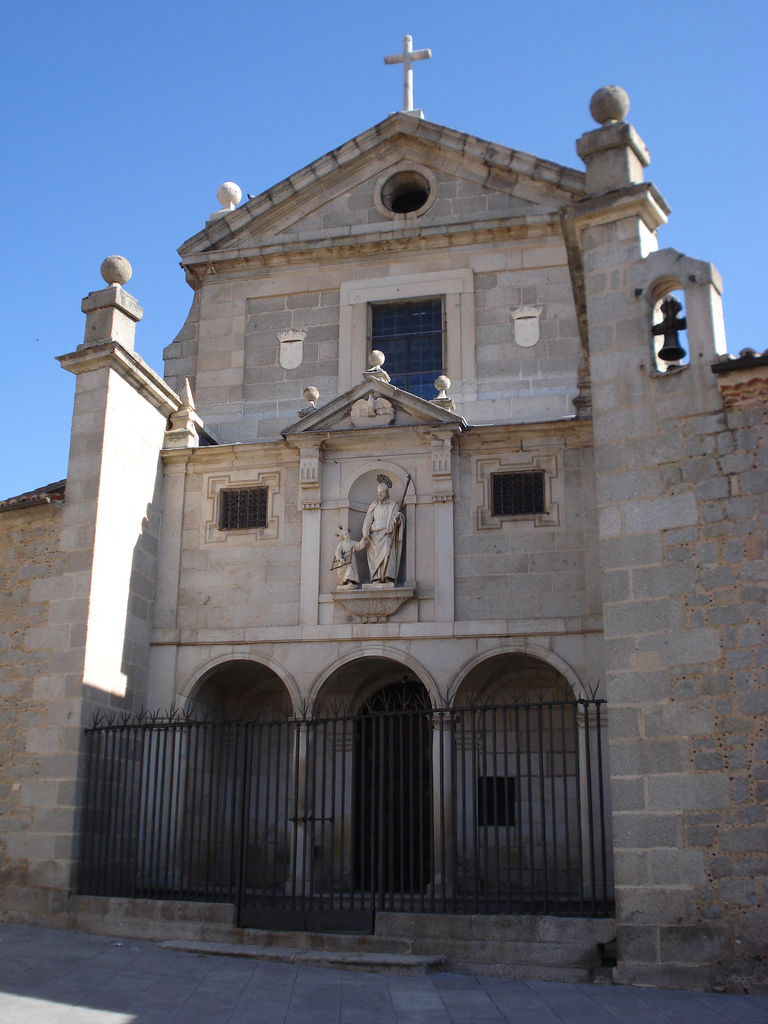
Fachada principal del Convento de San José en Ávila.

Su estilo, aprendido de Juan de Herrera, es igualmente sobrio, desornamentado y geométrico. Los rasgos más característicos de la arquitectura herreriana, como el gusto por los volúmenes limpios, el empleo de cubiertas de pizarra, la presencia de torres rematadas con chapiteles piramidales y el equilibrio simétrico de los elementos arquitectónicos, pueden apreciarse en algunas de sus creaciones más importantes.
Claramente herrerianas son la Casa de la Panadería (Madrid), la Iglesia de San Bernabé (El Escorial, Madrid) y la iglesia del Monasterio de Uclés (Uclés, Cuenca), así como el Palacio ducal de Lerma (Lerma, Burgos).
Este último edificio estableció un arquetipo arquitectónico, que se repitió a lo largo de prácticamente todo el siglo XVII. Los palacios de planta rectangular, dos o más alturas de órdenes, portadas manieristas y torres con chapiteles en los ángulos, en la línea seguida en Lerma, fueron el modelo más usual de la arquitectura palaciega de la Casa de Austria.
Franciso de Mora se alejó de las estrictas pautas herrerianas pocos años antes de su muerte. En 1607 comenzó la construcción de la iglesia del Convento de San José en Ávila, con la que introdujo un esquema innovador con respecto a los cánones de Juan de Herrera y del foco clasicista de Valladolid.
Concibió una fachada en dos planos partidos, con frontón en la parte superior y un pórtico de tres arcos en la inferior. La disposición triangular de los vanos y el protagonismo del grupo escultórico central determinan un juego de claroscuros, con el que Mora preconizó algunos de los rasgos del barroco.
Al igual que ocurrió con el Palacio ducal de Lerma, la fachada del Convento de San José fue tomada como referencia en numerosos templos realizados a lo largo del siglo XVII. Sirvió de referencia al arquitecto Alberto de la Madre de Dios para la fachada del Real Monasterio de la Encarnación de Madrid y, desde aquí, el modelo se extendió rápidamente a otras construcciones religiosas.